# Olivier Deschacht
Olivier Deschacht (Gante, 16 de febrero de 1981) es un exfutbolista belga que jugaba como defensa.

## Trayectoria
A los 7 años comenzó jugando por el S. K. Begonia Lochrist antes de irse al K. A. A. Gante en 1991. Luego jugó entre (1995 y 1997) por el K. S. C. Lokeren, luego de lo cual firmó para jugar en la academia del Anderlecht. Hizo su debut en el equipo de Primera División en el 2001, cuando era técnico Aimé Anthuenis.
En la temporada 2007 fue premiado con el brazalete de capitán, en reemplazo de su compañero Bart Goor mientras duraba la lesión de este. Ante el retiro de Goor, pasó a ser el capitán a tiempo completo durante 2008. Estuvo hasta 2018 en el conjunto malva y se marchó siendo el jugador que más partidos había jugado en la historia del club.
El 25 de agosto de 2018 se hizo oficial su vuelta al K. S. C. Lokeren firmando por una temporada. Un año después, y tras el descenso de categoría del club, se marchó al S. V. Zulte Waregem. Allí compitió las dos últimas campañas de su carrera, anunciando su retirada en abril de 2021.

## Vida privada
Desde agosto de 2007 es pareja de Miss Bélgica 2007, Annelien Coorevits.

## Clubes
| Club                | País    | Año       | Partidos | Goles |
| ------------------- | ------- | --------- | -------- | ----- |
| R. S. C. Anderlecht | Bélgica | 2001-2018 | 602      | 11    |
| K. S. C. Lokeren    | Bélgica | 2018-2019 | 26       | 2     |
| S. V. Zulte Waregem | Bélgica | 2019-2021 | 60       | 2     |

## Palmarés

### Títulos nacionales
| Título                      | Club                | País    | Año  |
| --------------------------- | ------------------- | ------- | ---- |
| Primera División de Bélgica | R. S. C. Anderlecht | Bélgica | 2004 |
| Primera División de Bélgica | R. S. C. Anderlecht | Bélgica | 2006 |
| Supercopa de Bélgica        | R. S. C. Anderlecht | Bélgica | 2006 |
| Primera División de Bélgica | R. S. C. Anderlecht | Bélgica | 2007 |
| Supercopa de Bélgica        | R. S. C. Anderlecht | Bélgica | 2007 |
| Copa de Bélgica             | R. S. C. Anderlecht | Bélgica | 2008 |
| Primera División de Bélgica | R. S. C. Anderlecht | Bélgica | 2010 |
| Supercopa de Bélgica        | R. S. C. Anderlecht | Bélgica | 2010 |
| Primera División de Bélgica | R. S. C. Anderlecht | Bélgica | 2012 |
| Supercopa de Bélgica        | R. S. C. Anderlecht | Bélgica | 2012 |
| Primera División de Bélgica | R. S. C. Anderlecht | Bélgica | 2013 |
| Supercopa de Bélgica        | R. S. C. Anderlecht | Bélgica | 2013 |
| Primera División de Bélgica | R. S. C. Anderlecht | Bélgica | 2014 |
| Supercopa de Bélgica        | R. S. C. Anderlecht | Bélgica | 2014 |
| Primera División de Bélgica | R. S. C. Anderlecht | Bélgica | 2017 |
| Supercopa de Bélgica        | R. S. C. Anderlecht | Bélgica | 2017 |